# Odległość punktu od prostej

Ilustracja wyprowadzenia wyrażenia wektorowego

Odległość punktu (P) od prostej (k) jest to najmniejsza spośród odległości pomiędzy punktem P i punktami prostej k. Odległością tą jest długość odcinka prostej prostopadłej do k, którego końcami są punkt P i przecięcie z prostą k.

## Płaszczyzna kartezjańska
Na płaszczyźnie z kartezjańskim układem współrzędnych: jeżeli punkt P ma współrzędne {\displaystyle (x_{P},y_{P}),} a prosta k dana jest równaniem ogólnym {\displaystyle Ax+By+C=0,} to odległość {\displaystyle d(P,k)} punktu P od prostej k wyrażona jest wzorem:
{\displaystyle d(P,k)={\frac {|A\,x_{P}+B\,y_{P}+C|}{\sqrt {A^{2}+B^{2}}}}.}
Prostą można ogólnie przedstawić wektorowo jako zbiór punktów
{\displaystyle {\vec {x}}={\vec {a}}+t{\vec {n}},}
gdzie wektor a jest ustalonym punktem prostej, zaś n jej wersorem (jednostkowym wektorem kierunkowym). Rzeczywisty parametr t określa odległość, o jaką punkt x jest przesunięty od a w kierunku n.
Odległość dowolnego punktu p od tej prostej wyraża się przez
{\displaystyle \|({\vec {a}}-{\vec {p}})-(({\vec {a}}-{\vec {p}})\cdot {\vec {n}}){\vec {n}}\|.}
Wzór ten stosuje się w dowolnej liczbie wymiarów. Skonstruowany został geometrycznie następująco: {\displaystyle {\vec {a}}-{\vec {p}}} jest wektorem od danego punktu p do punktu a na prostej. Zatem {\displaystyle ({\vec {a}}-{\vec {p}})\cdot {\vec {n}}} jest długością rzutu tego wektora na daną prostą (kropka reprezentuje tu iloczyn skalarny wektorów) i wobec tego
{\displaystyle (({\vec {a}}-{\vec {p}})\cdot {\vec {n}}){\vec {n}}}
jest wektorem – rzutem wektora {\displaystyle {\vec {a}}-{\vec {p}}} na prostą. Stąd wektor
{\displaystyle ({\vec {a}}-{\vec {p}})-(({\vec {a}}-{\vec {p}})\cdot {\vec {n}}){\vec {n}}}
jest składową wektora {\displaystyle {\vec {a}}-{\vec {p}}} prostopadłą do danej prostej, a jego norma szukaną odległością.